# Cianuro di litio
Il cianuro di litio è il sale di litio dell'acido cianidrico. A temperatura ambiente si presenta come una polvere bianca. Questo sale viene comunemente utilizzato come reagente nelle reazioni inorganiche e organometalliche e può essere rilevato nell'ambiente naturale in quanto si forma dalla reazione del litio con l'acetonitrile, due composti presenti nelle batterie litio-zolfo.

## Proprietà
Il cianuro di litio sotto forma di solido è stabile a temperatura ambiente ma diventa altamente igroscopico quando viene riscaldato a 160 °C. Il composto si decompone a formare cianammide e carbonio quando viene riscaldato a temperature vicine ma non superiori a 600 °C. In presenza di acidi deboli, clorati e forti ossidanti, il cianuro di litio libera fumi tossici di acido cianidrico.

## Reazioni
Il cianuro di litio può essere preparato facendo reagire il litio metallico con il cianuro d'argento, l'idruro di litio con l'acido cianidrico oppure con l'acetoncianidrina.
Questo composto viene utilizzato comunemente come reagente in chimica organica nelle reazioni di cianazione e può essere utilizzato anche in ambiente non acquoso. Ad esempio, i nitrili possono essere ottenuti con rese elevate a partire dagli alogenuri alchilici (bromuri o ioduri) operando a riflusso utilizzando il tetraidrofurano come solvente:
{\displaystyle {\ce {R-X + LiCN -> R-CN + LiX}}}